# Dendrodasys ponticus
Dendrodasys ponticus is een buikharige uit de familie Dactylopodolidae. Het dier komt uit het geslacht Dendrodasys. Dendrodasys ponticus werd in 1957 voor het eerst wetenschappelijk beschreven door Valkanov. 